# سلطان محمد نگارگر

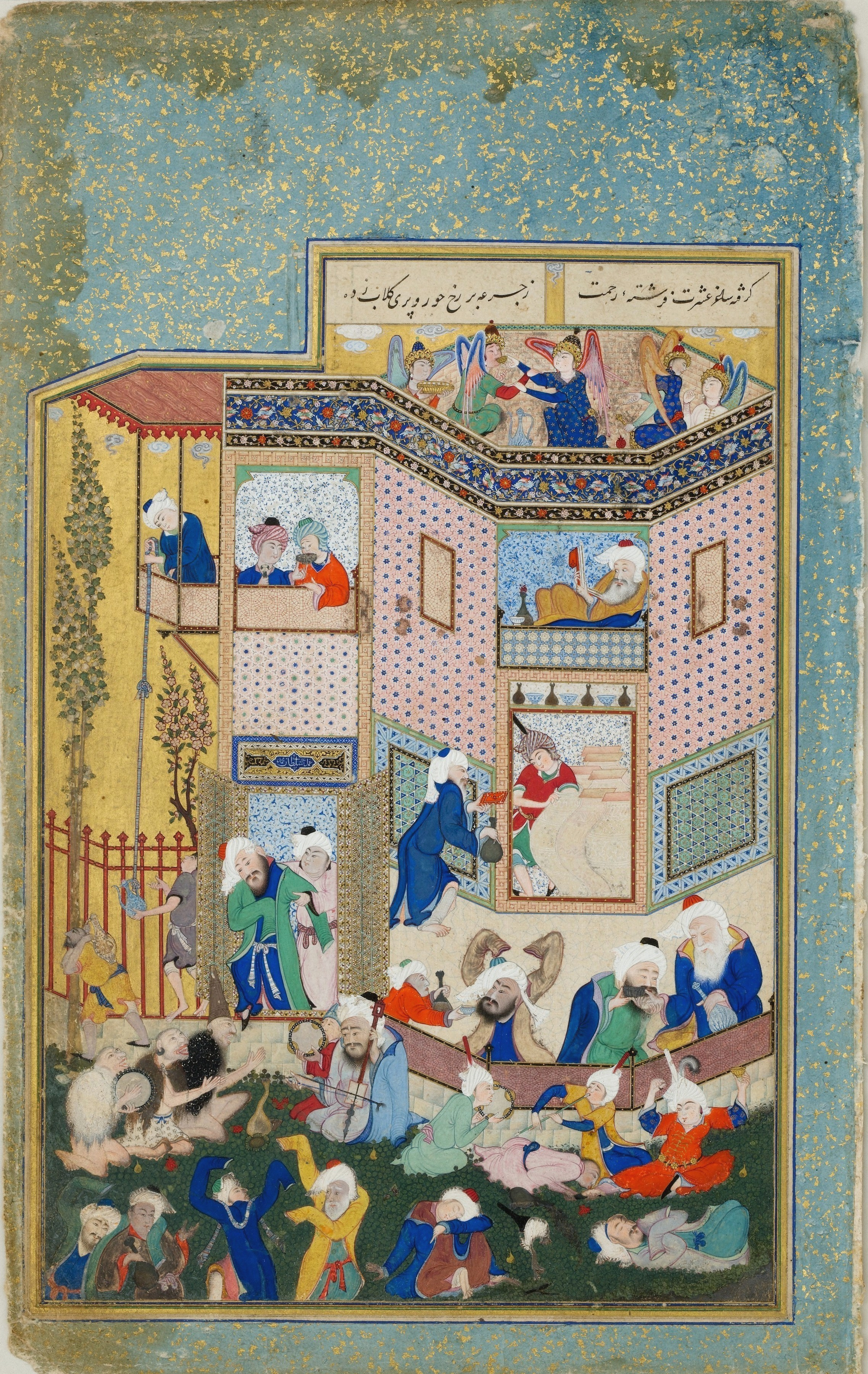
برگی از حافظ به قلم سلطان محمد، به سال ۱۵۲۵

نظام‌الدین سلطان محمد تبریزی، نقاش ایرانی بود که در دوران صفوی می‌زیست. سلطان‌محمد در تبریز از محضر استاد بهزاد بهره برد و به سال ۹۲۴ ه.ق.، و پس از فوت بهزاد، جانشین‌اش در ریاست کارگاه‌های سلطنتی گردید.

## سبک
سبک نگارگری سلطان‌محمد، دوره دوم مکتب تبریز شناخته می‌شود. آثار وی در میانهٔ نخست زندگی هنری، متأثر از شیوهٔ هنری ماقبل صفویان در غرب ایران بوده، اما پس از آن، جریان‌های نوین رایج در دربار صفوی را منعکس می‌کند. برای پارهٔ نخست می‌توان از آثارش در شاهنامه تهماسبی (مشهور به هافتون)، و برای پارهٔ متاخر، نگاره‌های وی در دیوان حافظ (۱۵۳۱ تا ۱۵۳۳ میلادی) نسخه محفوظ در مجموعه لویی کارتیه پاریس، را برشمرد.

## زندگی‌نامه
در سال ۹۰۶ قمری، شاه اسماعیل صفوی، تبریز را فتح کرده و بر کارگاه‌های هنری بازمانده از آق قویونلوها استیلا یافت. در این میان سلطان‌محمد نگارگر نیز به خدمت وی درآمد. در سال ۹۱۶ قمری، شاه اسماعیل هرات را فتح کرده، وارث دستاوردهای باشکوه هنری دربار تیموریان گردید، و فرزند خردسالش تهماسب میرزا را به امارت آن دیار گماشت. روایت است که تهماسب در شش سالگی از محضر سلطان‌محمد نگارگر در تبریز فنون نقاشی را آموخت. تهماسب زمانی که در سال ۹۳۰ قمری به تخت نشست، هنرمندانی را از هرات به تبریز منتقل نمود، که از آن میان کمال‌الدین بهزاد شاخص‌ترین آنان است. بهزاد از سال ۹۲۸ قمری ریاست کتابخانهٔ شاهی و کارگاه‌های وابسته به آن را به دستور شاه اسماعیل بر عهده داشت.

## برخی آثار

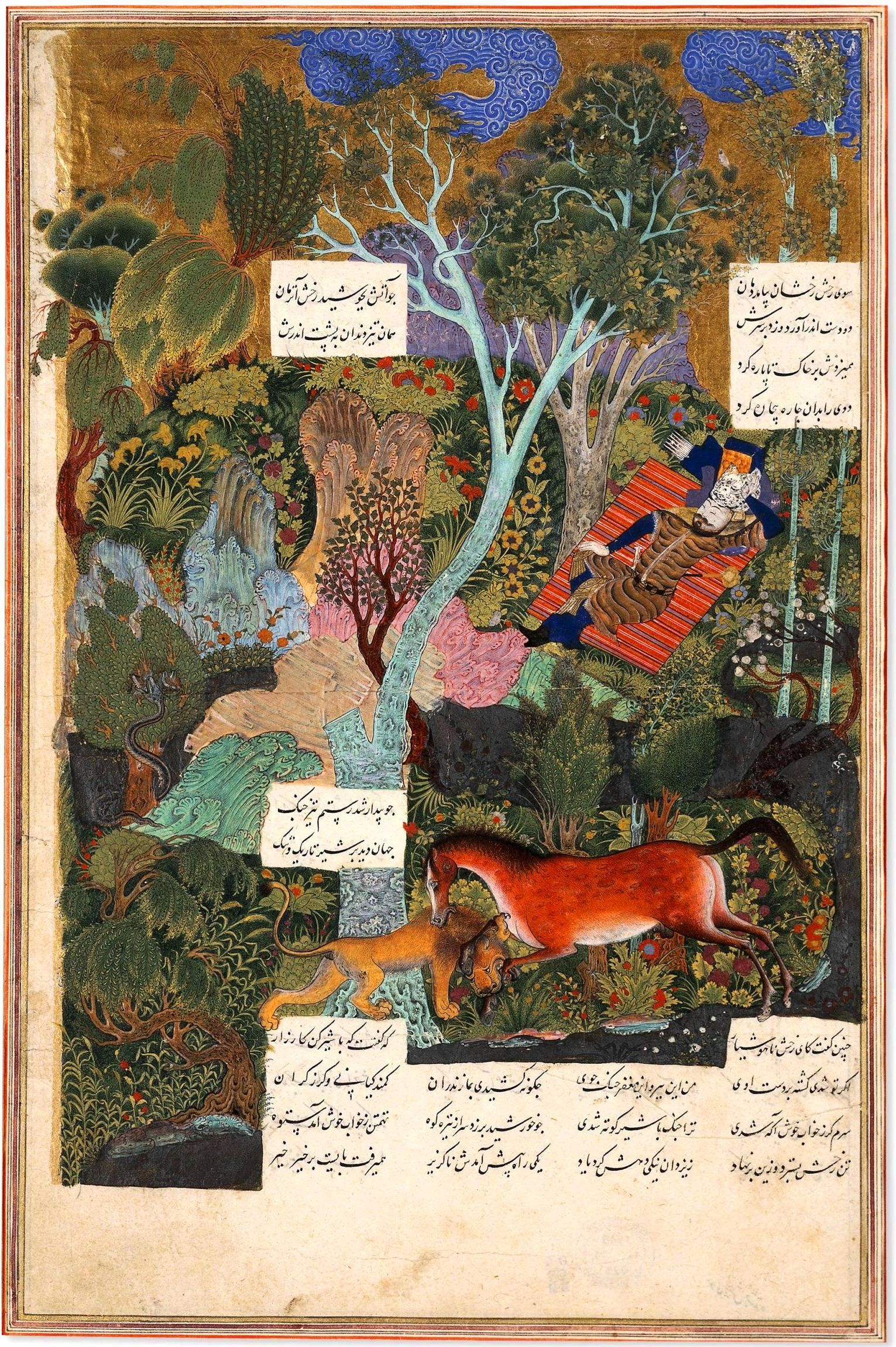
خواب رستم، شاهنامهٔ فردوسی، ترسیم ۱۵۱۵ تا ۱۵۲۲، موزه بریتانیا

برجسته‌ترین آثار سلطان محمد در شاهنامه تهماسبی، خمسهٔ تهماسبی و دیوان حافظ جلوه‌گر است. سرپرستی صد صفحهٔ نخست از شاهنامهٔ تهماسبی بر عهدهٔ وی بوده، و نگاره‌های دربار کیومرث، جشن سده، شکست دیوان به دست تهمورث و کشته شدن دیو سیاه به دست هوشنگ از نگاره‌های برجستهٔ وی در این شاهنامه است. همچنین وی آثاری در مثنوی جمال و جلال محمد آصفی، کلیات میرعلی‌شیر نوایی، مثنوی گوی و چوگان (خالنامه) عارفی نگارگری کرده‌است.
او درصدد ساختن ظروف چینی به سبک چینی برآمد و مقدمات کار را نیز تا حدی فراهم کرد، ولی عمر او برای تکمیل این فکر کفایت نکرد.

## در فرهنگ عامه
در سال ۱۳۹۴ فیلم مستندی با نام سلطان محمد نقاش دربارهٔ احوال و آثار این نقاش به تهیه‌کنندگی و کارگردانی سید وحید حسینی نامی ساخته شد.

## نگارخانه

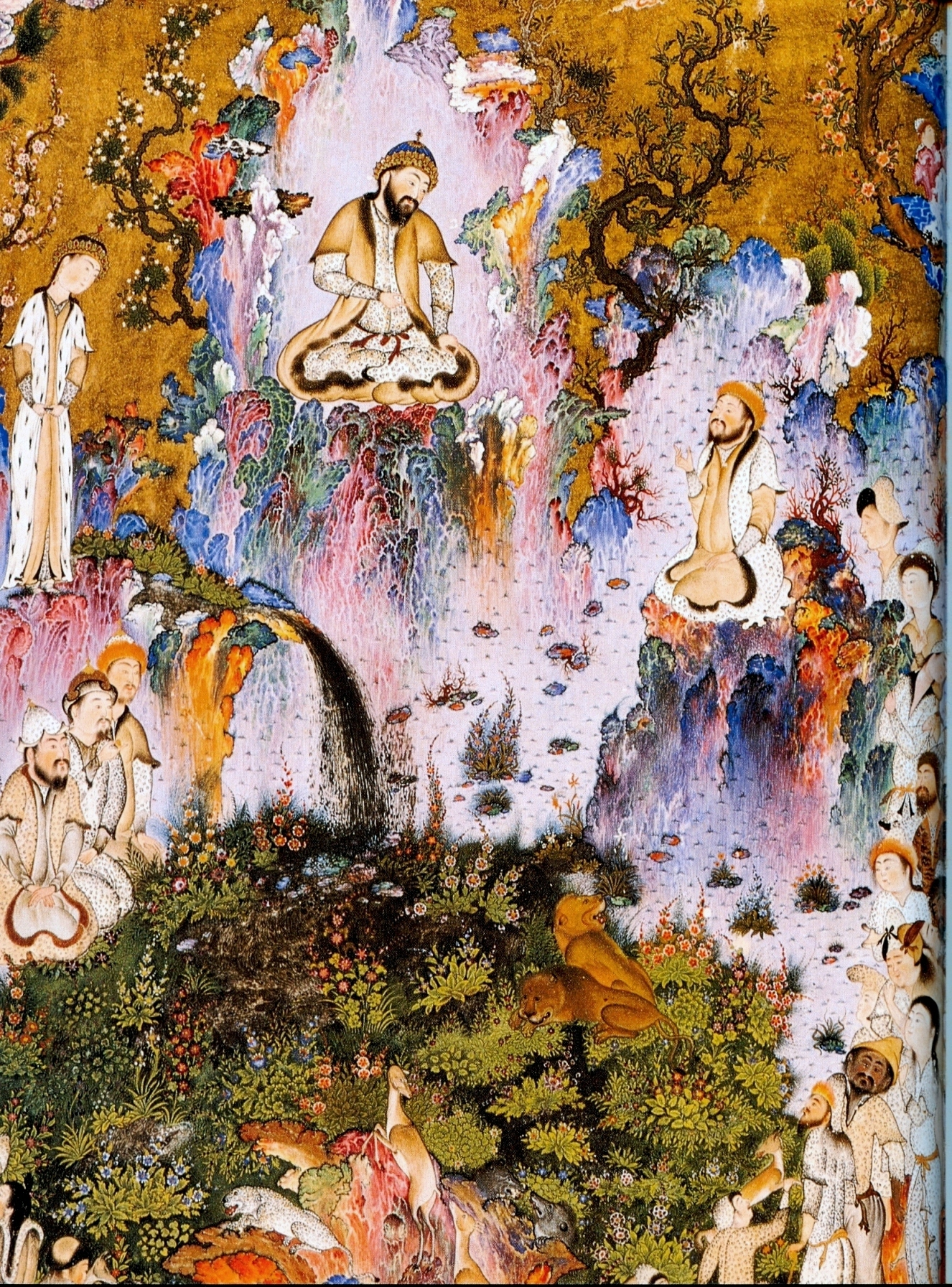
پادشاهی کیومرث، شاهنامه‌تهماسبی،مجموعهٔ صدرالدین‌آقاخان
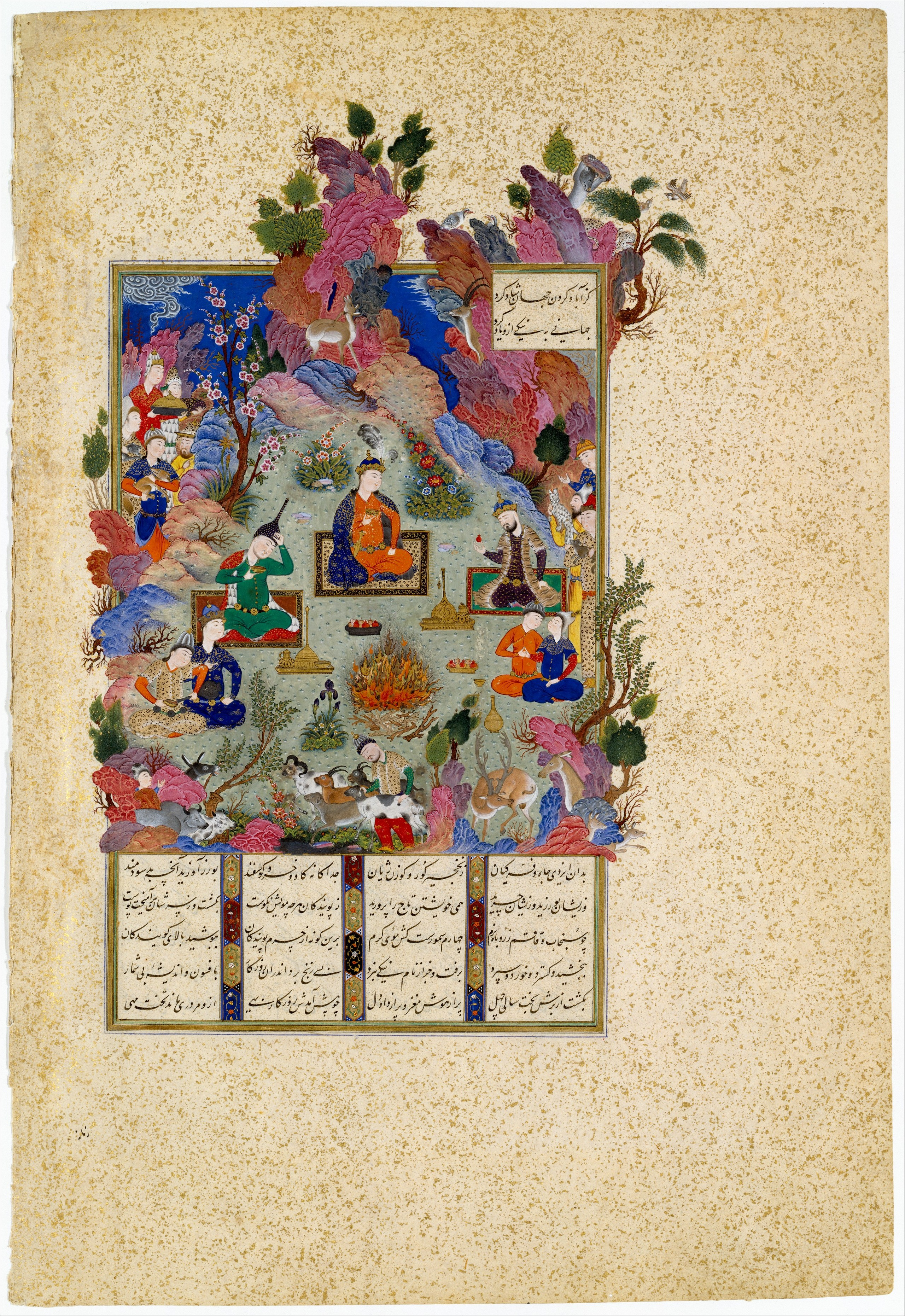
جشن سده، شاهنامه‌تهماسبی، موزه متروپولیتن نیویورک
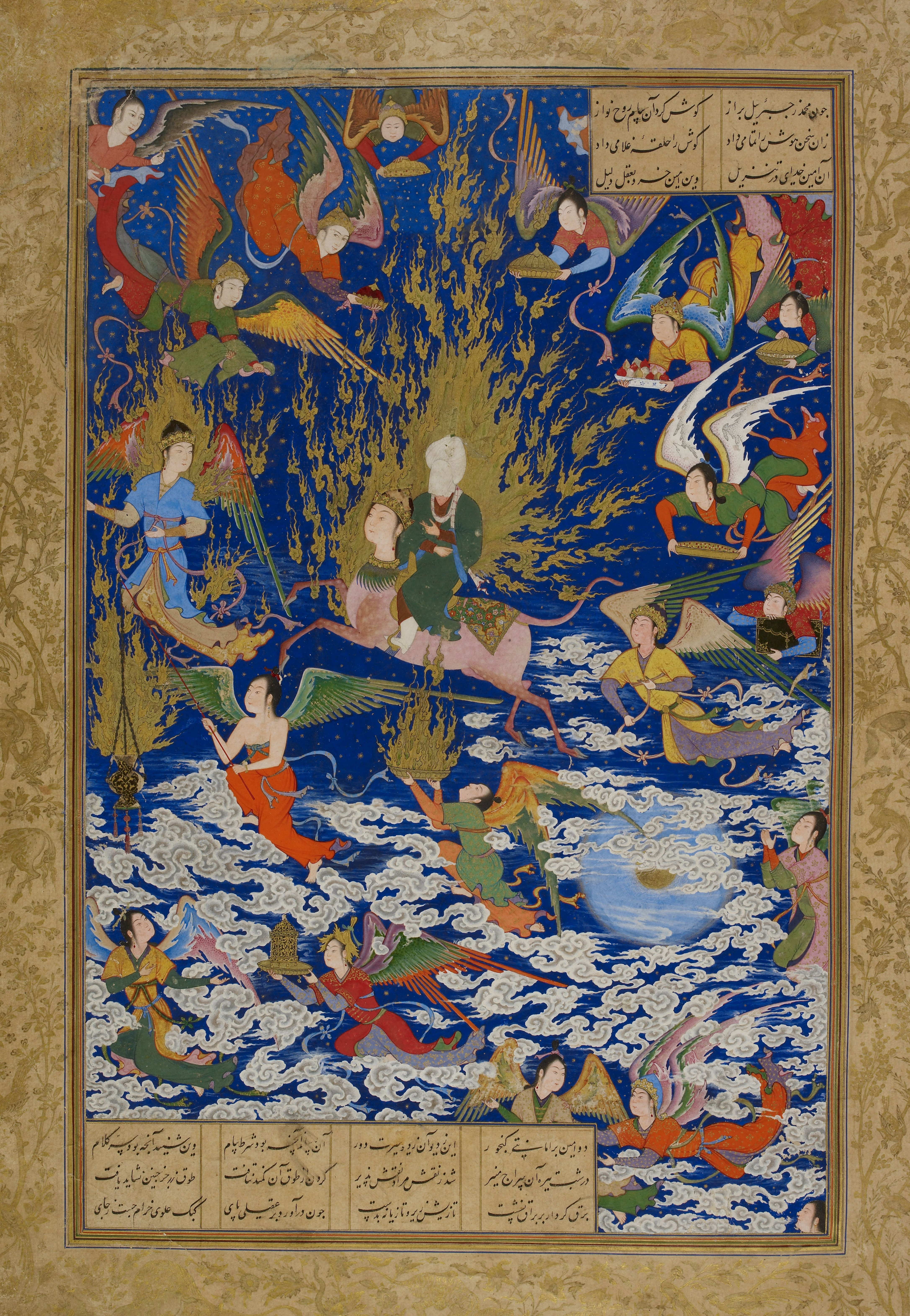
معراج پیامبر، خمسهٔ‌تهماسبی (۱۵۳۹ تا ۱۵۴۳م)، در کتابخانه بریتانیا
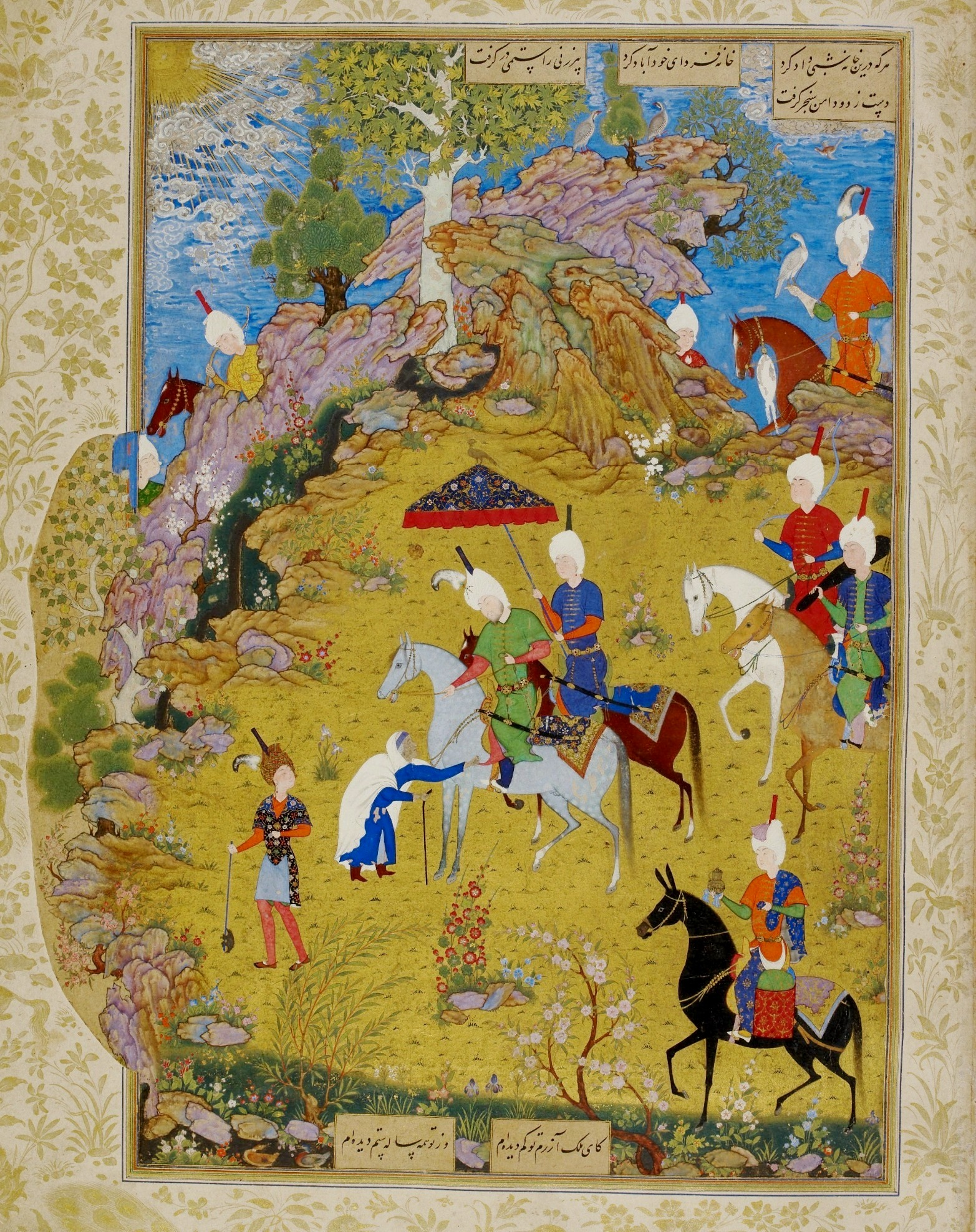
پیرزن و سلطان‌سنجر، خمسه‌تهماسبی (۱۵۳۹ تا ۱۵۴۳م)، در کتابخانه بریتانیا
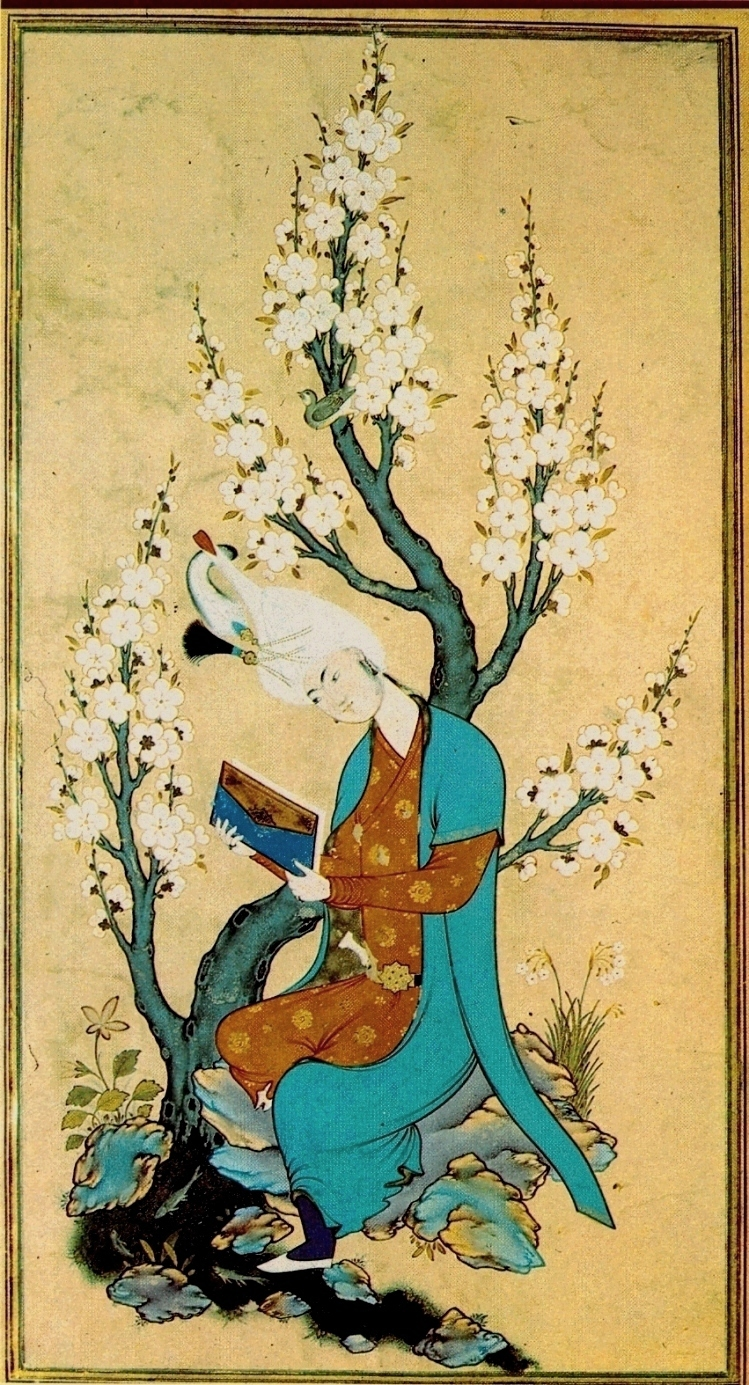
مرد جوان و کتاب، در موزه ارمیتاژ شهر سن‌پترزبورگ
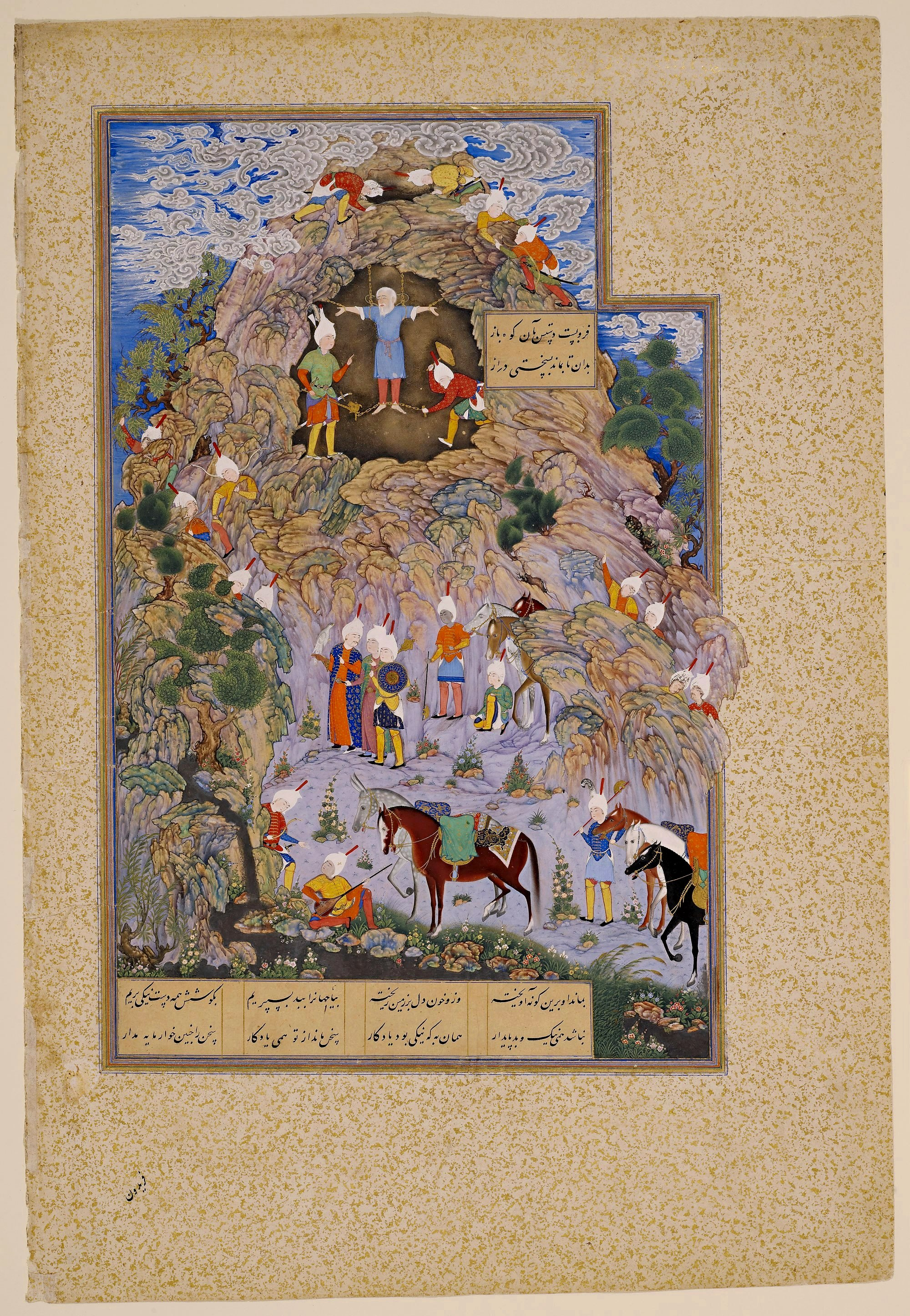
در بند کشیده شدن ضحاک در دماوند، شاهنامهٔ تهماسبی